# ポタタウ
ポタタウ・テ・フェロフェロ（Pōtatau Te Wherowhero、ポタタウ1世とも、1800年頃 - 1860年6月25日）は、マオリ人兵士、ワイカト族首長、初代マオリ王にしてテ・フェロフェロ朝創始者。最初はテ・フェロフェロとのみ名乗っていたが、王就任後先頭にポタタウを付けた。土地を巡る抗争が激しくなるにつれ、ニュージーランド政府及びその政策に齟齬を来たすようになる。

## 前半生
1800年頃、当時ワイカト族の戦闘隊長に就いたばかりのテ・ラウアンガーンガ（同族の副部族であるンガティ・マフタ出身）の子として生まれる。テ・ラウアンガーンガはワイカト族勢力の指導者として、1780年頃のヒンガカカの戦いにて、7000人ほどのタラナキ及びタイヌイ両部族兵士を打ち破った人物であった。また、母のパレンガオペもマオリの副部族であるンガティ・コウラ族の首領を務めた。従ってポタタウは、ニュージーランドにマオリを連れて来たと言われるタイヌイ及びテ・アラワ両部族の首長の末裔に当たる。
ワイカト族にとっては比較的安定した時代に育ったものの、テ・ラウパラハ率いるンガティ・トア族との進行中の抗争に深く巻き込まれた。父であるテ・ラウアンガオンガのように名声を勝ち取った、ワイカト及びンガティ・マニアポト両部族の首長の血を引くポタタウ自身は、カフィアでンガティ族に対して、タラナキではンガティ・アワ族に対する戦闘指導者に就く。マスケット銃を携行したホンギ・ヒカ率いるンガプヒ族からの攻撃に耐え抜いた末、ワイカト族は南へ追い遣られた。なおこれにより、ワイカト及びンガティ・トア両部族との間に一連の小競り合いが発生した。
1821年、テ・フェロフェロはンガティ・トア族陣営に対し3000人ものワイカト‐ンガティ・マニアポト連合部隊を率い、同盟関係にあるファインガロア族からも1500人もの援軍を得た結果、ンガティ・トア族の本拠地を陥落させることに成功。しかし、翌年初にワイカト族勢力が大敗を喫し、ポタタウは退却と首領の遺体を放棄するのを拒むと、瀕死の重症を負う。テ・ラウパラハの介入により命は助かったものの、その後無数の敵族長を相手とする戦闘を余儀無くされる。結局配下は退却し、休戦の交渉に入った。ポタタウは、マスケット銃で武装したホンギ・ヒカ率いるンガプヒ族とのマタキタキの戦い（1822年）に敗れると、ワイカトへ戻った。しかし、最終的にンガプヒ族が撤退したためワイカト族は再結集。10年後ンガプヒ族が再び姿を現すと、ワイカト族もマスケット銃を従え首尾良く防衛することができた。
テ・フェロフェロが継続的かつ組織的にンガティ・トア族を弱体化させたのが功を奏し、ンガティ・トア族はカフィアを離れタラナキへと長距離の移動を始めた。この間、人命において多大な犠牲を払いながらも、1834年までには和平が成立。同時期宣教師がワイカト族に大きな影響を与え、テ・フェロフェロ自身も定期的に礼拝へ出席した。
1860年代に発生した、政府軍とのタラナキの戦いにおけるワイカト族（とりわけンガティ・マニアポト族）の関与は、テ・アティアワ族に対する長きにわたる一連の攻撃に遡る。テ・フェロフェロはある時期、テ・アティアワ族が自身の黙許により生活していた奴隷であると主張しているが、250ポンドを支払った土地の利益を全て手放した。キーナンによると、テ・フェロフェロがマオリの慣習に従い、所有を続けられる程長くテ・アティアワ族の土地を支配はしなかったという。一方、テ・アティアワ族も、所有権を維持していた自らの土地を完全には放棄しなかった。タラナキでの戦闘が最終段階に入ると、タラナキの兵士を不毛で湿気が多く寄る辺も無い高地で戦わせ続けることを可能にしたのは、食料や戦闘物資をもたらす際のワイカト族の関与であった。

## 条約とグレイの影響
テ・フェロフェロはワイタンギ条約への署名を拒否したものの、自ら支配下に置いた地域におけるパケハ（イギリス或いはアイルランド系白人）には歯向かわなかった。元々ポタタウは自らの領地にパケハが来たことを歓迎しており、娘のティリアが商人と結婚した程である。また、植民地政府への支援も行い、1849年には当時のジョージ・グレイ知事と協定を締結。ホン・ヘケ及びカウィティの下でマオリ人が暴動を引き起こした後のオークランドに対し、軍事的保護を供給することとなった。グレイは法を整備し政府の正当性を主張するに当たり、政府側についたマオリ人であるクパパを支援する重要性を悟っていた。
1844年、レムエラで行われた部族の大会にて司会を務めた。現在のオークランドに小屋を建て、条約の履行に関して多くの議論や交渉を行った。宗主国であるイギリス王室へ主権を委譲しなかったものの、ニュージーランド知事とりわけ自らのためマンゲレにコテージを建設したジョージ・グレイとは親交を深めた。このコテージでは、グレイがテ・フェロフェロにマオリ問題に関して助言を仰いだ。最初にワイカト族が土地を売却し、テ・フェロフェロはマヌカウ周辺にある部族の土地を一部売ることとなったが、1846年、マオリが所有及び耕作を行っていない土地を政府の資産とする布告に激しく抗議した。
ニュージーランドに入植者が押し寄せ、植民地政府がそのような法律を通過させるにつれ、テ・フェロフェロはパケハと疎遠になった。これは少なくとも、ワイカト族の土地へ入植者が到着したことに因るものであり、マオリ人の土地を勝手に購入したり手に入れたりするなど、権利侵害がしばしば横行した。テ・フェロフェロはこうした問題に手を拱いているはずも無く、3年後ワイカト族の耕作地を差し押さえたことで、これまでの良好な関係が崩壊したワイカト侵略に直面することとなる。

## 後半生
1850年代初頭にマオリ王擁立運動が盛り上がるが、これはマオリ人の団結を通じて当時のヴィクトリア女王に対抗するのが目的であった。しかし、擁立運動は何よりも、パケハ政府によるマオリ人の土地の売却や譲渡の停止を望んでいた。

### 戴冠式
ポタタウ・テ・フェロフェロは1857年、タウポ湖南東畔のプカワで開かれたマオリ人の諸首長による会合で王に選出。翌年にはンガルアワヒアの聖地マラエで就任式が行われた。なお、ポタタウ自身はイギリス政府との共同統治を望んだものの、配下の多くはより独立した立場を採った。このため、次第に2派に分裂し対立が表面化すると、5年後戦争に突入する。

### 死
1860年6月25日、ンガルアワヒアにて死去。同地の王宮に程近いタウピリ山に埋葬される。息子のタウィアオが王位を継いだ。